# Bourgon
Bourgon és un municipi francès situat al departament de Mayenne i a la regió de País del Loira. L'any 2007 tenia 611 habitants.

## Demografia

### Població
El 2007 la població de fet de Bourgon era de 611 persones. Hi havia 240 famílies de les quals 64 eren unipersonals (28 homes vivint sols i 36 dones vivint soles), 80 parelles sense fills, 92 parelles amb fills i 4 famílies monoparentals amb fills.
La població ha evolucionat segons el següent gràfic:
Habitants censats

### Habitatges
El 2007 hi havia 281 habitatges, 241 eren l'habitatge principal de la família, 23 eren segones residències i 17 estaven desocupats. 262 eren cases i 19 eren apartaments. Dels 241 habitatges principals, 180 estaven ocupats pels seus propietaris, 59 estaven llogats i ocupats pels llogaters i 2 estaven cedits a títol gratuït; 3 tenien una cambra, 17 en tenien dues, 41 en tenien tres, 65 en tenien quatre i 115 en tenien cinc o més. 186 habitatges disposaven pel capbaix d'una plaça de pàrquing. A 114 habitatges hi havia un automòbil i a 108 n'hi havia dos o més.

### Piràmide de població
La piràmide de població per edats i sexe el 2009 era:
| Homes | Edats   | Dones |
| ----- | ------- | ----- |
| 0     | 95 o +  | 4     |
| 0     | 90 a 94 | 0     |
| 0     | 85 a 89 | 8     |
| 0     | 80 a 84 | 0     |
| 4     | 75 a 79 | 4     |
| 16    | 70 a 74 | 24    |
| 16    | 65 a 69 | 20    |
| 16    | 60 a 64 | 12    |
| 12    | 55 a 59 | 8     |
| 24    | 50 a 54 | 24    |
| 8     | 45 a 49 | 28    |
| 24    | 40 a 44 | 8     |
| 24    | 35 a 39 | 32    |
| 32    | 30 a 34 | 20    |
| 28    | 25 a 29 | 24    |
| 24    | 20 a 24 | 8     |
| 24    | 15 a 19 | 16    |
| 36    | 10 a 14 | 8     |
| 12    | 5 a 9   | 16    |
| 8     | 0 a 4   | 32    |

## Economia
El 2007 la població en edat de treballar era de 368 persones, 292 eren actives i 76 eren inactives. De les 292 persones actives 276 estaven ocupades (158 homes i 118 dones) i 16 estaven aturades (5 homes i 11 dones). De les 76 persones inactives 31 estaven jubilades, 24 estaven estudiant i 21 estaven classificades com a «altres inactius».

### Ingressos
El 2009 a Bourgon hi havia 241 unitats fiscals que integraven 631,5 persones, la mediana anual d'ingressos fiscals per persona era de 13.572 €.

### Activitats econòmiques
Dels 15 establiments que hi havia el 2007, 1 era d'una empresa alimentària, 2 d'empreses de fabricació d'altres productes industrials, 3 d'empreses de construcció, 4 d'empreses de comerç i reparació d'automòbils, 1 d'una empresa d'informació i comunicació, 1 d'una empresa financera i 3 d'empreses de serveis.
Dels 5 establiments de servei als particulars que hi havia el 2009, 2 eren tallers de reparació d'automòbils i de material agrícola, 1 fusteria i 2 lampisteries.
L'únic establiment comercial que hi havia el 2009 era una fleca.
L'any 2000 a Bourgon hi havia 57 explotacions agrícoles que ocupaven un total de 1.968 hectàrees.

## Equipaments sanitaris i escolars
El 2009 hi havia una escola elemental.

## Poblacions més properes
El següent diagrama mostra les poblacions més properes.